# Templi di Ta' Ħaġrat
I Templi di Ta' Ħaġrat fanno parte dei Templi megalitici di Malta riconosciuti Patrimonio dell'Umanità dall'UNESCO nel 1992.
Situato a tre chilometri dai Templi di Skorba, è un complesso ben conservato composto da due templi che risalgono tra il 36º ed il 32º secolo a.C. Ta' Ħagrat è stato probabilmente costruito sopra un precedente villaggio, poiché sono state rinvenute molti vasi e resti di ceramiche. Il ritrovamento più prestigioso è una statuetta calcarea rappresentante un modello di edificio primordiale.